# Dezideráta (knihovnictví)
Jako dezideráta se v oblasti informační vědy a knihovnictví označují dokumenty (tituly), které knihovna zamýšlí pořídit do svého knihovního fondu, jenž však v dané chvíli nejsou (na knižním trhu) dostupné a není je tudíž možné v danou chvíli do knihovního fondu získat. Jedná se např. o publikace, které jsou teprve v edičním plánu nakladatele nebo vydavatele, ale ještě nejsou dostupné na knižním trhu (neprošly ještě celým nakladatelsko-vydavatelským procesem), nebo naopak publikace starší, které jsou již na běžném knižním trhu vyprodané (a nejsou v danou chvíli dostupné např. ani v antikvariátu apod.).

## Databáze deziderát
Knihovny za účelem evidence deziderát vytvářejí katalog, kartotéku nebo databázi deziderát obsahující záznamy dokumentů, kterými má být knihovní fond doplněn, až budou (na knižním trhu nebo jinak legálně) (opět) dostupné) (např. po vydání nakladatelem či vydavatelem nebo ve formě dotisku dříve vyprodaného titulu, popřípadě po objevení se v antikvariátu či formou výměny za jiné tituly, které knihovna vlastní, s jinou knihovnou či institucí, ale i formou získání licence na prohlížení obsahu požadovaného dokumentu on-line např. ve formě e-knihy (nepožaduje-li knihovna přímo fyzický exemplář). Katalog, databáze či kartotéka deziderát by měla obsahovat záznamy dokumentů, které jsou čtenáři žádány a spadají do profilu knihovního fondu příslušné knihovny či informační instituce.Záznamy deziderát, které knihovna již získala do fondu, je třeba z katalogu, kartotéky či databáze deziderát vyřadit.

## Ohlášené knihy a hudebniny
Národní knihovna České republiky za účelem evidence titulů, které ještě nebyly vydány (tj. může se jednat o potenciální dezideráta), vytváří a zpřístupňuje databázi Ohlášené knihy a hudebniny (zkratka ISN), která shromažďuje informace o dosud nevydaných knihách / hudebninách s přiděleným ISBN/ISMN pro oblast České republiky.